# 田厝
田厝，是臺灣臺南市仁德區的一個傳統地域名稱，位於該區中部。相較於今日行政區，其範圍大致包括後壁里、成功里東北半葉的東部邊界地帶及東南部、文賢里東北部、上崙里西北部邊界地帶中間兩段。
本地區境內主要聚落為田厝、凹仔、三塊厝、東勢頭、後壁厝、土地公、洋仔下、崁尾仔，設有德南國小。

## 歷史
台灣日治初期，田厝地區為一街庄，稱為「田厝庄」（舊制街庄），隸屬於仁德南里。該庄昔日西北邊一小段與竹篙厝庄為鄰，北與崁腳庄為鄰，東北與新佃庄為鄰，東南邊及南邊東段與上崙仔庄為鄰，南邊西段為三甲仔庄、車路墘庄，西南邊一小段與十三甲庄為鄰，西邊為牛稠仔庄。
1901年（日治明治三十四年）11月11日，全台廢縣廳改設二十廳，該庄隸屬於臺南廳。1904年（明治三十七年）3月31日，該庄編入「仁德區」，隸屬於臺南廳。1909年（明治四十二年）10月25日，全台合併二十廳為十二廳，仁德區仍隸屬於臺南廳。1920年（大正九年）10月1日，全台地方制度大改正，廢十二廳改設五州二廳，該庄改制為「田厝」大字，隸屬於臺南州新豐郡仁德庄（新制街庄）。
戰後仁德庄改制為仁德鄉，隸屬於臺南縣，大字亦改制為村。1950年（民國39年）10月25日，雲、嘉、南分治，仁德鄉仍隸屬於臺南縣。2010年（民國99年）12月25日，臺南縣、市合併為直轄臺南市，仁德鄉改制為仁德區，村亦改制為里。

## 聚落
本地區發展較早的聚落為田厝、凹仔、三塊厝、𦰡拔林（已消失）、東勢頭、後壁厝、土地公、洋仔下、崁尾仔，在日治初期的官方地圖上已有記載。

## 交通
國道1號又稱「中山高速公路」，是貫穿台灣西部的兩條縱向高速公路之一，經過本地區東部，並在南側近邊界地帶的省道台86線（東西向快速公路－台南關廟線）交會處設有仁德系統交流道。最近的一般交流道在北側為為市道182號交會處的台南交流道；南側則距離甚遠，一般多利用區道南151線交會處旁的省道台86線上崙交流道，經台86線、仁德系統交流道銜接國道1號。由此等可快速前往國道1號沿線各地。
省道台86線又稱「東西向快速公路－台南關廟線」，經過本地區中南部，並在東側邊界地帶與國道1號交會處設有仁德系統交流道。最近的一般交流道在西側為省道台1線交會處的台南交流道；在東側為區道南151線交會處旁的上崙交流道。由此等可快速前往台86線沿線各地，或銜接國道1號、國道3號。
市道177號是蔦松至二行的道路，經過本地區的三塊厝聚落。由該道路北行可前往仁德區仁德市區、永康區，並止於蔦松地區的省道台1線路口；南行可前往仁德區南部，並止於車路墘地區的省道台1線路口。
區道南155線是上崙至太爺的道路，經過本地區南部的凹仔聚落。
區道南156線是三塊厝至上崙的道路，其西側端點（起點）位於本地區東部三塊厝聚落的市道177號路口。

## 學校
- 德南國小

## 公務機關
- 臺南市政府警察局歸仁分局德南派出所